# Balla balla/Se tu non credi a me
Balla balla/Se tu non credi a me è un singolo della cantante italiana Annarita Spinaci pubblicato dalla casa discografica MRC.

## Descrizione
La cantante ha partecipato col brano Balla balla ad Un disco per l'estate 1967.

## Tracce
1. Balla balla (Di Berto Pisano, Franco Castellano, Franco Pisano e Pipolo
2. Se tu non credi a me (Di Pino Cappelletti e Bruno Pallesi